# 马底驿乡
马底驿乡，是中华人民共和国湖南省怀化市沅陵县下辖的一个乡镇级行政单位。

## 历史
清代马底驿设有巡检司。

## 交通
常吉高速在乡境内设有出口

## 行政区划
马底驿乡下辖以下地区：
牧马溪村、颜家村、马底驿村、文昌坪村、洞头村、白务溪村、黑洞溪村、坪溪村、小乍村、奔溪村、喜眉村、毛坪村、兴安溪村、小塔村、学堂湾村、东溪村、太阳池村、岩底村、榨坪村、王家村、方子垭村和长界村。